# Опидум Трисов
Опидум Трисов или Келтски опидум, данас археолошки локалитет и заштићени споменик културе Чешке Републике, а у моменту градње утврђено насеље у катастарској области Трисов у селу Холубов у округу Чешки Крумлов. Највероватни је изграђено у периоду између средине 2. века пре нове ере – и с краја 1. века пре нове ере. 
Ово некад урбано насеље било је најјужнији град у Чешкој и важна станица на трговачком путу Влтава, којим се кухињска со увозила са поља соли у Алпима преко прелаза Вишеброд, дуж Влтаве поред келтских градова Невезице, Хразани, Завист и даље кроз Подкрушнохори до германских територија.

## Заштита
Остаци Опидум Трисов заштићени су као споменик културе Чешке Републике. На листу културних добара уписано је 1988. године под ознаком č. ÚSKP 35754/3-1252.

## Опште информације
Опидум (лат. oppidum, мн. oppida) је назив који су Римљани користили за већа полуурбана или урбана насеља на подручју западне и средње Европе пред крај металног доба. Обично се везује за Келте и њихову културу, али су их градили и суседни народи. Након што се Римско царство стабилизовало, израз је ушао у службену терминологију као административно седиште у провинцијама.
Опидуми су се обично градили на врховима брежуљака, односно настајали су од мањих утврђења која би се касније оградила шанцима, палисадом, грудобраном или каменим зидом. У унутрашности утврђења су грађене куће за становништво, односно цивилни објекти. Као такви опидуми су играли важну улогу у постепеној убранизацији средње Европе. Римљани су обично служили као део инфраструктуре за урбанизацију и романизацију новоосвојених провинција.

## Положај и размештај
Оппидум се налази у јужночешкој регији, 13 км југозападно од Чешке Будејовице, отприлике између железничке станице у истоименом селу Трисов и рушевина замка Дивчи камен, у меандру на Влтави у близини ушћа са Кремжскы потока. Највиша тачка града налази се на 551 метру надморске висине, одвојена од површине Влтаве врло стрмим препадом високим 120 метара.  Ово брдо је било веома погодно за изградњу утврђеног насеља не само због доброг стратешког положаја (35 км северно од превоја Висеброда), већ и због лежишта графита и гвоздене руде . 
Главно утврђење које је било опасано бедемом са три стране пратило је конфигурацију терена, и простирало се на 26 хектара. Од њега су до данас сачуване две линије бедема са спољним рововима.
Административно припада Холубовову (чеш. Holubov) насељеном месту са административним статусом сеоске општине (чеш. obec) у округу Чешки Крумлов, у Јужночешком крају, Чешка.

## Историја
Најстарији докази о насељавању у околини Трисова потичу из бронзаног доба (око 2200–750. године п. н. е. ) што документују налази керамичких посуда, бронзаног оружја и накита.
У другој половини  2. века пре нове ере, изнад обала Влтаве постојало је келтско насеље у облику брдског насеља без икаквих утврђења. Око 120. п. н. е. започела је градња камених зидова. Временом је насеље расло и доживело највећи процват у 1. веку пре нове ере, када је укупна насељана површина утврђена заузимала 26 хектара.  
У време свог највећег процвата Трисов је био важан регионални центар, али није уживао такав значај као други опиди (Страдоњице, Завист, Хразани); међутим, играо је важну улогу у трговини на већим даљинама и верском животу Келтско друштво. Његови становници су се углавном фокусирали на занатску производњу, а не на пољопривредне активности, што значи да су морали бити мање или више зависни од пољопривредних насеља у залеђу опидума.

### Изумирање
Пропаст Трисова била је слична оној у северном Хразанију: када у једном тренутку становници напуштају насеље и односе са собом готово све са својих поседа. Разлог је био ширење германских племена на чешку територију, са којом тада напредно келтско друштво више није могло да се суочи.  Ово је потпуно окончало историју града Тришова.

## Изглед утврђења и осталих објеката

### Утврђење
Читав крај био је окружен масивним утврђењем, опремљеним са две улазне капије. Главни улаз у град налазио се на западној, а други на источној страни утврђења, али ова капија није детаљније испитивана. Највеће утврђење саграђено је на најрањивијем месту, односно на западној страни. И данас су видљиве две линије масивних бедема . 
Тип утврђења био је сличан осталим келтским оппидумима: глиновито-камени зид ојачан дрвеном решетком са чеоним каменим зидом са дебелим стубовима у правилним размацима. Међутим, од опида у Чешкој, Трисов најуочљивије открива директну повезаност са медитеранских обрасцима градње. Камење је постављено тако да ствара утисак масивних блокова повећавајући отпор читавог зида, што је несумњиво имало и психолошки ефекат на потенцијалне нападаче.
Спољни и унутрашњи зидови изведени су на сличан начин. Подножје, широко око 7 метара, ојачано је вертикалним гредама укопаним у земљу, које су међусобно удаљене око 1,5 метара. 
На врху утврђења постављена је дрвена палисада, а испред унутрашњег бедема Келти су ископали опкоп ширине 5 метара.
Можда је најзанимљивији одбрамбени елемент опидума 15 до 20 метара широк ров између утврђења, који је био подељен ниским попречним каменим зидовима, који су спречавали могуће бочно кретање нападача у простору између две линије зидова.  
Ова конструкција је и даље видљива у облику редовно наизменичних гребена и жлебова и изванредна је примерак ове градње у Чешкој .
Археолошким истраживањима унутар утврђења откривене су стамбене зграде и радионица за прераду производа од бронзе и на терасастим падинама две акрополе (јединствени налаз осмоугаоних сакрална грађевина са стубовима) Такође у централном делу унутрашње површине опидума, откривене су удубљења и површинске колибе са јамама.

### Улази у град
Западни улаз
Западни улаз у град сасотао се од два систем капије постављених једна иза друге. Једна капија налазила се у унутрашњем, а друга у спољном зиду. 
Унутрашња капија формирана је унутар каменог зида на месту где се завршавао каменим зид, а који је одатле под правим углом скретао у унутрашњи део града са обе стране улаза. Над тако створеним простором уздина је дрвена кула са вероватно двокрилном капијом. Стаза унутар две капије била је поплочана камењем. Капија у спољном делу утврђења била је структурно захтевнија: тело зида се косо спуштало у процеп у зиду који је капија чинила. Ова модификација је такође имала за циљ да заштитити једини извор воде који је био доступан становницима граду.
Источна капија је вероватно била изграђена на сличан начин као и унутрашњи део западне капије, али су поред ње, била два одвојена бастиона. Међутим, како овај део није детаљно истражен, подаци о њиховој изградњи нису детаљно познати.

### Акропољ
Читав утврђени опидум има два узвишења, на којима су изграђене два акропоља, северни и јужна. 
- Северни акропољ је био независно утврђен. Било је то необично осмороугаоно светилиште, које је имало тлоцрт који су формирале напуњене јаме, и одвојено од околине дрвеном оградом. О јединствености овог места сведочи и налаз дела бронзаног басена који се на опидуму појавио као увоз из Италије.
- Јужни акропољ је очигледно био седиште владајуће класе.[3]

### Средишњи део насеља
У средини су биле разне пољопривредне и стамбене зграде. О станоградњи се зна врло мало. Према неколико сачуваних фрагмената и налаза других келтских насеља - утврђења може се закључити да су се у Трисову налазиле стамбене зграде, полуземљане куће или грађевине са каменим темељима, које су се налазиле у близини утврђења. Већину тих зграда чини су помоћне зграде са стубичастом конструкцијом приближних димензија 7-9 × 3-4 метра.

## Производња
Производња рукотворина достигла је веома висок ниво у граду Тршов. Керамика је рађена на грнчарском колу и печена у вертикалним грнчарским пећима са решетком. Најчешће су се производиле посуде за заједничку употребу, којима је додван графит, и тако је рађена такозвана графитна керамика, која је била главна извозна ставка Трисова. Ова керамика је чинила и три четвртине археолошких налаза керамичких фрагмената са оовог подручја. Графитна керамика такође је могла да послужи и као посуда за транспорт драгоцене алпске соли. Из преосталих налаза јасно је да је црвено-бело осликана фина керамика (луксузна керамика), која је била технолошки и уметнички драгуљ тадашње културе, такође била веома важна и јако тражена.
Обрада гвођа је постигла изузетан развој. Стварна производња гвожђа одвијала се у специјализованим радионицама, вероватно ван главног подручја опидума. 
Међутим, ковачи су радили унутар опидуму, о чему сведоче налази великог броја ковачких алата и ковачке шљаке и посебно самих гвоздених предмета: разних врста окова и оружја (копља, врхови стрела итд.), Налази разних алата или предмети за свакодневну употребу (маказе, бритве, секире, пикови, косе итд.) као и налази накита или делова ношње (копче, копче за каишеве, завесе итд.).
Свакодневни извор зараде за становника Тришова такође је био обрада метала, посебно обојених метала, о чему сведоче налази копчи, наруквица и прстенова, али и разних статуете и скулптура одливених од бронзе. Доказ за ливење новчића је делић плоче са рупама за топљење злата. 
Производња стакла такође је била на високом нивоу, о чему сведоче налази комада стаклених наруквица и бисера.
Из преживелих налаза увезених производа и разне робе може се закључити да су мештани имали активне трговинске везе са ближим и даљим областима.